# Gustav August Ludwig David Schellenberg
Gustav August Ludwig David Schellenberg (Wiesbaden, 28 de septiembre de 1882-4 de junio de 1963) fue un botánico y publicista alemán.

## Honores
- 1952: Orden del Mérito de la República Federal de Alemania

## Eponimia
Género
- (Connaraceae) Schellenbergia C.E.Parkinson[1]